# Rafael Marañón
Rafael Carlos Pérez González, plus connu comme Rafael Marañón, né le 23 juillet 1948 à Olite (Navarre, Espagne), est un footballeur international espagnol qui jouait au poste d'attaquant dans les années 1970 et 1980. Il effectue l'essentiel de sa carrière à l'Espanyol de Barcelone.

## Biographie
Formé au CD Oberena de Pampelune, il est recruté à l'âge de 18 ans par le Real Madrid. En 1968, il est prêté au Onteniente CF puis au Sporting de Gijón, avec qui il monte en première division en 1970. Il retourne au Real Madrid où il reste jusqu'en 1974.
En 1974, il est recruté par l'Espanyol de Barcelone où il joue pendant neuf saisons devenant même capitaine de l'équipe.
En 1983, il rejoint le CE Sabadell où il met un terme à sa carrière en 1985.
Marañón est l'auteur de 116 buts en première division, 111 d'entre eux avec l'Espanyol, ce qui le situe parmi les 50 meilleurs buteurs de l'histoire du championnat d'Espagne. Pendant 24 ans, il est le meilleur buteur de l'histoire de l'Espanyol en championnat jusqu'à ce que son record soit battu par Raúl Tamudo. Mais Marañón demeure le meilleur buteur du club toutes compétitions confondues avec 144 buts.
Le surnom de Marañón provient de son oncle Adolfo Pérez Marañón qui était aussi footballeur.
Diplômé en architecture, Rafael Marañón a collaboré avec l'Espanyol dans la construction de la cité sportive du club à Sant Adrià et du nouveau stade de Cornellà-El Prat. Il donne des cours d'architecture technique à l'EPSEB et à l'Université Polytechnique de Catalogne (UPC).

### Équipe nationale
Rafael Marañón est quatre fois international avec l'équipe d'Espagne entre 1977 et 1978. Il participe à la Coupe du monde de 1978 en Argentine.

## Palmarès
Avec le Real Madrid :
- Championnat d'Espagne : 1971
- Coupe d'Espagne : 1974